# Pomponesco
Pomponesco és un municipi situat al territori de la província de Màntua, a la regió de la Llombardia, (Itàlia).
Pomponesco limita amb els municipis de Boretto, Dosolo, Gualtieri i Viadana.
Pertanyen al municipi les frazioni de Banzuolo, Inghella i Salina.

## Galeria

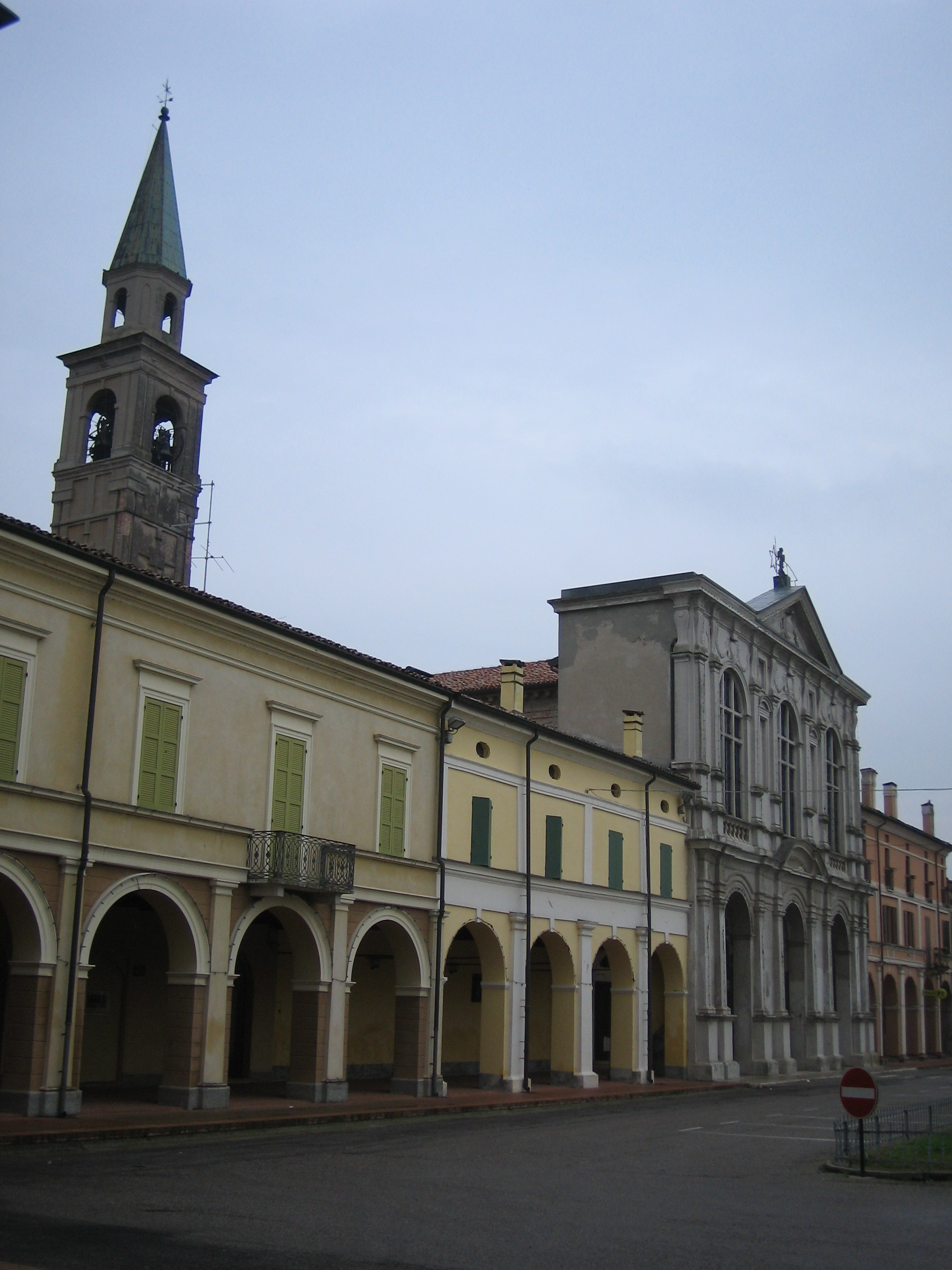
Església de Sta Felicitas